# Jorge Bermúdez
Jorge Hernán Bermúdez Morales, mais conhecido como Bermúdez (Calarcá, 18 de junho de 1971), é um ex-futebolista colombiano que atuava como zagueiro. 

## Carreira
Tinha o apelido de El Patrón, por habitualmente ordenar a zaga e chamar bastante a atenção dos companheiros dentro de campo. 
Pela Seleção Colombiana, jogou de 1995 até 2001, participando da Copa do Mundo de 1998 e de três edições da Copa América, em 1995, 1997 e 1999. Com categorias inferiores da Seleção, destaca-se sua participação nos Jogos Olímpicos de Verão de 1992..

## Títulos
América de Cali
- Campeonato Colombiano de 1990
- Campeonato Colombiano de 1992

Boca Juniors
- Torneo Apertura de 1998
- Torneo Clausura de 1999
- Torneo Apertura de 2000
- Copa Libertadores da América de 2000
- Mundial Interclubes de 2000
- Copa Libertadores da América de 2001